# Gongora maculata
Gongora maculata es una especie de orquídea que se distribuye por Trinidad y Tobago, Guyana y Perú. 
Tiene las siguientes vaiedades:
- Gongora maculata var. lactea (Trinidad) Pseudobulbo epifita
- Gongora maculata var. maculata (Guyana, Perú). Pseudobulbo epifita
- Gongora maculata var. bufonia, en Río Gurupi, Pará. Brasil.[1]